# Tadorna rekohu
Tadorna rekohu — вимерлий вид галагаза, ендемічний для островів Чатем, близько споріднений з галагазом мінливим Нової Зеландії. Птаха вимерла після заселення островів Моріорі приблизно в 1500 році.